# Karim Traïdia
Karim Traïdia (* 1949 in Besbes) ist ein algerisch-niederländischer Filmregisseur. Er ist der Bruder des Theaterschauspielers Hakim Traïdia.

## Leben
Traïdia wurde in Algerien geboren. Er studierte Soziologie in Paris und zog 1979 in die Niederlande. 1991 führte er erstmals Regie in dem Film De Onmacht. 1994 erhielt er das Charlotte Köhler Stipendium, ein niederländischer Literaturpreis für Nachwuchsautoren.

## Filmografie
- 2010: Vrij Spel
- 2009: Dakira - 40 Jaar Marokkaanse Migratie naar Nederland
- 2007: Avondboot
- 2005: Eilandgasten
- 2000: Diseurs de Vérité
- 1998: De Poolse bruid (Die polnische Braut)
- 1996: Exil
- 1993: Aischa
- 1991: De Onmacht